# Maisons-lès-Chaource
Maisons-lès-Chaource är en kommun i departementet Aube i regionen Grand Est (tidigare regionen Champagne-Ardenne) i nordöstra Frankrike. Kommunen ligger  i kantonen Chaource som ligger i arrondissementet Troyes. År 2022 hade Maisons-lès-Chaource 176 invånare.

## Befolkningsutveckling
Antalet invånare i kommunen Maisons-lès-Chaource
Referens: INSEE